# Éliminatoires de la zone Afrique de la Coupe du monde de football 2026
Navigation
Éliminatoires de la Coupe du monde 2022 Éliminatoires de la Coupe du monde 2030
Les éliminatoires de la zone Afrique pour la Coupe du monde 2026 sont organisés entre les équipes nationales de la Confédération africaine de football (CAF) et concernent 54 sélections nationales pour 9 à 10 places qualificatives.

## Équipes engagées

Europe - Afrique - Amérique du Nord, Amérique centrale et Caraïbes - Amérique du Sud - Asie - Océanie.

Les 54 équipes de la CAF participent aux éliminatoires de la zone Afrique. Il y a 9 places qualificatives directes et une supplémentaire possible via les barrages intercontinentaux.
| Afrique du Sud | Djibouti           | Libye                | Sénégal       |
| Algérie        | Égypte             | Madagascar           | Seychelles    |
| Angola         | Érythrée           | Malawi               | Sierra Leone  |
| Bénin          | Eswatini           | Mali                 | Somalie       |
| Botswana       | Éthiopie           | Maroc                | Soudan        |
| Burkina Faso   | Gabon              | Maurice              | Soudan du Sud |
| Burundi        | Gambie             | Mauritanie           | Tanzanie      |
| Cameroun       | Ghana              | Mozambique           | Tchad         |
| Cap-Vert       | Guinée             | Namibie              | Togo          |
| Centrafrique   | Guinée-Bissau      | Niger                | Tunisie       |
| Comores        | Guinée équatoriale | Nigeria              | Zambie        |
| Congo          | Kenya              | Ouganda              | Zimbabwe      |
| RD Congo       | Lesotho            | Rwanda               |               |
| Côte d'Ivoire  | Liberia            | Sao Tomé-et-Principe |               |

## Calendrier
Les équipes africaines débutent la phase des éliminatoires le 13 novembre 2023.
| Tour                            | Matches     | Dates              |
| ------------------------------- | ----------- | ------------------ |
| Premier tour (phase de groupes) | Journée 1   | 13 novembre 2023   |
| Premier tour (phase de groupes) | Journée 2   | 21 novembre 2023   |
| Premier tour (phase de groupes) | Journée 3   | 3 juin 2024        |
| Premier tour (phase de groupes) | Journée 4   | 11 juin 2024       |
| Premier tour (phase de groupes) | Journée 5   | 17 mars 2025       |
| Premier tour (phase de groupes) | Journée 6   | 25 mars 2025       |
| Premier tour (phase de groupes) | Journée 7   | 1er septembre 2025 |
| Premier tour (phase de groupes) | Journée 8   | 9 septembre 2025   |
| Premier tour (phase de groupes) | Journée 9   | 6 octobre 2025     |
| Premier tour (phase de groupes) | Journée 10  | 14 octobre 2025    |
| Barrages CAF                    | Demi-finale | 10 novembre 2025   |
| Barrages CAF                    | Finale      | 18 novembre 2025   |

## Format
Les équipes sont réparties dans 9 groupes de 6 . Les vainqueurs de groupe sont directement qualifiés pour la Coupe du Monde 2026. Un classement comparatif des deuxièmes de groupe est établi à l'issue de cette phase de groupes : les quatre meilleurs deuxièmes s'affrontent ensuite lors d'un tournoi de barrage africain dont le vainqueur se qualifie pour les barrages intercontinentaux.

### Tirage au sort
Le tirage est effectué le jeudi 13 juillet 2023 à Abidjan. Avant le tirage, les équipes ont été préalablement réparties dans 6 chapeaux en fonction de leur classement FIFA (indiqué entre parenthèses dans le tableau ci-dessous).
| Chapeau 1 | Chapeau 2 | Chapeau 3 | Chapeau 4 | Chapeau 5 | Chapeau 6 |
| --- | --- | --- | --- | --- | --- |
| 1. Maroc (13) 2. Sénégal (18) 3. Tunisie (31) 4. Algérie (33) 5. Égypte (34) 6. Nigeria (39) 7. Cameroun (43) 8. Mali (50) 9. Côte d'Ivoire (51) | 1. Burkina Faso (55) 2. Ghana (59) 3. Afrique du Sud (62) 4. Cap-Vert (66) 5. RD Congo (69) 6. Guinée (80) 7. Zambie (84) 8. Gabon (85) 9. Guinée équatoriale (91) | 1. Ouganda (92) 2. Bénin (93) 3. Mauritanie (99) 4. Kenya (105) 5. Congo (106) 6. Madagascar (107) 7. Guinée-Bissau (111) 8. Namibie (112) 9. Angola (114) | 1. Mozambique (117) 2. Gambie (119) 3. Sierra Leone (120) 4. Togo (122) 5. Tanzanie (123) 6. Zimbabwe (124) 7. Centrafrique (125) 8. Malawi (126) 9. Libye (127) | 1. Niger (128) 2. Comores (130) 3. Soudan (131) 4. Rwanda (139) 5. Burundi (140) 6. Éthiopie (143) 7. Eswatini (146) 8. Botswana (147) 9. Liberia (148) | 1. Lesotho (152) 2. Soudan du Sud (168) 3. Maurice (180) 4. Tchad (181) 5. Sao Tomé-et-Principe (187) 6. Djibouti (193) 7. Seychelles (196) 8. Érythrée (198) 9. Somalie (199) |

#### Groupe A
| Rang | Équipe        | Pts | J | G | N | P | Bp | Bc | Diff |  | Résultats (▼ dom., ► ext.) |     |     |     |     |     |     |
| ---- | ------------- | --- | - | - | - | - | -- | -- | ---- |  | -------------------------- | --- | --- | --- | --- | --- | --- |
| 1    | Égypte        | 16  | 6 | 5 | 1 | 0 | 14 | 2  | +12  |  | Égypte                     |     | 2-1 | 1-0 | -   | -   | 6-0 |
| 2    | Burkina Faso  | 11  | 6 | 3 | 2 | 1 | 13 | 7  | +6   |  | Burkina Faso               | -   |     | 2-2 | 1-1 | -   | 4-1 |
| 3    | Sierra Leone  | 8   | 6 | 2 | 2 | 2 | 7  | 7  | 0    |  | Sierra Leone               | 0-2 | -   |     | 3-1 | -   | 2-1 |
| 4    | Guinée-Bissau | 6   | 6 | 1 | 3 | 2 | 5  | 7  | -2   |  | Guinée-Bissau              | 1-1 | 1-2 | -   |     | 0-0 | -   |
| 5    | Éthiopie      | 5   | 6 | 1 | 3 | 2 | 7  | 7  | 0    |  | Éthiopie                   | 0-2 | 0-3 | 0-0 | -   |     | 6-1 |
| 6    | Djibouti      | 1   | 6 | 0 | 1 | 5 | 4  | 20 | -16  |  | Djibouti                   | -   | -   | -   | 0-1 | 1-1 |     |

#### Groupe B
| Rang | Équipe        | Pts | J | G | N | P | Bp | Bc | Diff |  | Résultats (▼ dom., ► ext.) |     |     |     |     |     |     |
| ---- | ------------- | --- | - | - | - | - | -- | -- | ---- |  | -------------------------- | --- | --- | --- | --- | --- | --- |
| 1    | RD Congo      | 13  | 6 | 4 | 1 | 1 | 7  | 2  | +5   |  | RD Congo                   |     | -   | -   | 1-0 | 1-0 | 2-0 |
| 2    | Sénégal       | 12  | 6 | 3 | 3 | 0 | 8  | 1  | +7   |  | Sénégal                    | 1-1 |     | -   | 2-0 | 4-0 | -   |
| 3    | Soudan        | 12  | 6 | 3 | 3 | 0 | 8  | 2  | +6   |  | Soudan                     | 1-0 | 0-0 |     | 1-1 | 1-1 | -   |
| 4    | Togo          | 4   | 6 | 0 | 4 | 2 | 4  | 7  | -3   |  | Togo                       | -   | 0-0 | -   |     | 1-1 | 2-2 |
| 5    | Soudan du Sud | 3   | 6 | 0 | 3 | 3 | 2  | 10 | -8   |  | Soudan du Sud              | -   | -   | 0-3 | -   |     | 0-0 |
| 6    | Mauritanie    | 2   | 6 | 0 | 2 | 4 | 2  | 9  | -7   |  | Mauritanie                 | 0-2 | 0-1 | 0-2 | -   | -   |     |

#### Groupe C
| Rang | Équipe         | Pts | J | G | N | P | Bp | Bc | Diff |  | Résultats (▼ dom., ► ext.) |     |     |     |     |     |     |
| ---- | -------------- | --- | - | - | - | - | -- | -- | ---- |  | -------------------------- | --- | --- | --- | --- | --- | --- |
| 1    | Afrique du Sud | 13  | 6 | 4 | 1 | 1 | 10 | 5  | +5   |  | Afrique du Sud             |     | 2-1 | -   | -   | 2-0 | 3-1 |
| 2    | Rwanda         | 8   | 6 | 2 | 2 | 2 | 4  | 4  | 0    |  | Rwanda                     | 2-0 | -   |     | 0-2 | 1-1 | 0-0 |
| 3    | Bénin          | 8   | 6 | 2 | 2 | 2 | 6  | 7  | -1   |  | Bénin                      | 0-2 |     | 1-0 | 2-1 | -   | -   |
| 4    | Nigeria        | 7   | 6 | 1 | 4 | 1 | 7  | 6  | +1   |  | Nigeria                    | 1-1 | -   | -   |     | 1-1 | 1-1 |
| 5    | Lesotho        | 6   | 6 | 1 | 3 | 2 | 4  | 5  | -1   |  | Lesotho                    | -   | 0-0 | 0-1 | -   |     | -   |
| 6    | Zimbabwe       | 4   | 6 | 0 | 4 | 2 | 5  | 9  | -4   |  | Zimbabwe                   | -   | 2-2 | -   | 1-1 | 0-2 |     |

#### Groupe D
| Rang | Équipe   | Pts | J | G | N | P | Bp | Bc | Diff |  | Résultats (▼ dom., ► ext.) |     |     |     |     |     |     |
| ---- | -------- | --- | - | - | - | - | -- | -- | ---- |  | -------------------------- | --- | --- | --- | --- | --- | --- |
| 1    | Cap-Vert | 13  | 6 | 4 | 1 | 1 | 7  | 5  | +2   |  | Cap-Vert                   |     | -   | 1-0 | 0-0 | 1-0 | -   |
| 2    | Cameroun | 12  | 6 | 3 | 3 | 0 | 12 | 4  | +8   |  | Cameroun                   | 4-1 |     | 3-1 | -   | 3-0 | -   |
| 3    | Libye    | 8   | 6 | 2 | 2 | 2 | 6  | 7  | -1   |  | Libye                      | -   | 1-1 |     | 1-1 | 2-1 | -   |
| 4    | Angola   | 7   | 6 | 1 | 4 | 1 | 4  | 4  | 0    |  | Angola                     | 1-2 | 1-1 | -   |     | -   | 1-0 |
| 5    | Maurice  | 5   | 6 | 1 | 2 | 3 | 6  | 10 | -4   |  | Maurice                    | -   | -   | -   | 0-0 |     | 2-1 |
| 6    | Eswatini | 2   | 6 | 0 | 2 | 4 | 4  | 8  | -4   |  | Eswatini                   | 0-2 | -   | 0-1 | -   | 3-3 |     |

#### Groupe E
| Rang | Équipe   | Pts     | J       | G       | N       | P       | Bp      | Bc      | Diff    |  | Résultats (▼ dom., ► ext.) |     |      |      |      |      |
| ---- | -------- | ------- | ------- | ------- | ------- | ------- | ------- | ------- | ------- |  | -------------------------- | --- | ---- | ---- | ---- | ---- |
| 1    | Maroc    | 15      | 5       | 5       | 0       | 0       | 14      | 2       | +12     |  | Maroc                      |     | -    | 2-0  | 2-1  | Ann. |
| 2    | Niger    | 6       | 4       | 2       | 0       | 2       | 6       | 4       | +2      |  | Niger                      | 1-2 |      | 0-1  | 2-1  | Ann. |
| 3    | Tanzanie | 6       | 4       | 2       | 0       | 2       | 2       | 4       | -2      |  | Tanzanie                   | 0-2 | -    |      | -    | Ann. |
| 4    | Zambie   | 3       | 4       | 1       | 0       | 3       | 6       | 7       | -1      |  | Zambie                     | -   | -    | 0-1  |      | 4-2  |
| 5    | Congo    | 0       | 3       | 0       | 0       | 3       | 2       | 13      | -11     |  | Congo                      | 0-6 | 0-3* | Ann. | Ann. |      |
| -    | Érythrée | Forfait | Forfait | Forfait | Forfait | Forfait | Forfait | Forfait | Forfait |  |                            |     |      |      |      |      |

Le 1er novembre 2023, est annoncée le forfait de l'Érythrée aux qualifications à la Coupe du monde dont leur dernier match officiel remonte au 10 septembre 2019 (défaite 2-0 face à la Namibie).
Le 26 juin 2024, le Congo enregistre une défaite sur tapis vert (0-3) face au Niger en raison de son refus de jouer le match à Kinshasa en République démocratique du Congo.
Le 6 février 2025, est annoncée la suspension du Congo aux qualifications à la Coupe du monde à la suite d'une ingérence politique. Le dernier match officiel remonte au 19 novembre 2024 (défaite 0 - 1 face à l'Ouganda en qualifications pour la Coupe d'Afrique des nations de football 2025). Sans levée de sanction, la CAF en collaboration avec la FIFA prend la décision d'annuler les matchs restants.

#### Groupe F
| Rang | Équipe        | Pts | J | G | N | P | Bp | Bc | Diff |  | Résultats (▼ dom., ► ext.) |     |     |     |     |     |     |
| ---- | ------------- | --- | - | - | - | - | -- | -- | ---- |  | -------------------------- | --- | --- | --- | --- | --- | --- |
| 1    | Côte d'Ivoire | 16  | 6 | 5 | 1 | 0 | 14 | 0  | +14  |  | Côte d'Ivoire              |     | 1-0 | -   | -   | 1-0 | 9-0 |
| 2    | Gabon         | 15  | 6 | 5 | 0 | 1 | 12 | 6  | +6   |  | Gabon                      | -   |     | -   | 2-1 | 3-2 | 3-0 |
| 3    | Burundi       | 10  | 6 | 3 | 1 | 2 | 13 | 7  | +6   |  | Burundi                    | 0-1 | 1-2 |     | -   | 3-2 | 5-0 |
| 4    | Kenya         | 6   | 6 | 1 | 3 | 2 | 11 | 8  | +3   |  | Kenya                      | 0-0 | 1-2 | 1-1 |     | -   | -   |
| 5    | Gambie        | 4   | 6 | 1 | 1 | 4 | 12 | 13 | -1   |  | Gambie                     | 0-2 | -   | -   | 3-3 |     | 5-1 |
| 6    | Seychelles    | 0   | 6 | 0 | 0 | 6 | 2  | 30 | -28  |  | Seychelles                 | -   | -   | 1-3 | 0-5 | -   |     |

#### Groupe G
| Rang | Équipe     | Pts | J | G | N | P | Bp | Bc | Diff |  | Résultats (▼ dom., ► ext.) |     |     |     |     |     |     |
| ---- | ---------- | --- | - | - | - | - | -- | -- | ---- |  | -------------------------- | --- | --- | --- | --- | --- | --- |
| 1    | Algérie    | 15  | 6 | 5 | 0 | 1 | 16 | 6  | +10  |  | Algérie                    |     | 5-1 | -   | -   | 1-2 | 3-1 |
| 2    | Mozambique | 12  | 6 | 4 | 0 | 2 | 10 | 11 | -1   |  | Mozambique                 | 0-2 |     | 3-1 | -   | -   | 2-1 |
| 3    | Botswana   | 9   | 6 | 3 | 0 | 3 | 9  | 8  | +1   |  | Botswana                   | 1-3 | 2-3 |     | -   | 1-0 | 2-0 |
| 4    | Ouganda    | 9   | 6 | 3 | 0 | 3 | 6  | 7  | -1   |  | Ouganda                    | 1-2 | -   | 1-0 |     | 1-0 | -   |
| 5    | Guinée     | 7   | 6 | 2 | 1 | 3 | 4  | 5  | -1   |  | Guinée                     | -   | 0-1 | -   | 2-1 |     | 0-0 |
| 6    | Somalie    | 1   | 6 | 0 | 1 | 5 | 3  | 11 | -8   |  | Somalie                    | -   | -   | 1-3 | 0-1 | -   |     |

#### Groupe H
| Rang | Équipe               | Pts | J | G | N | P | Bp | Bc | Diff |  | Résultats (▼ dom., ► ext.) |     |     |     |     |     |     |
| ---- | -------------------- | --- | - | - | - | - | -- | -- | ---- |  | -------------------------- | --- | --- | --- | --- | --- | --- |
| 1    | Tunisie              | 16  | 6 | 5 | 1 | 0 | 9  | 0  | +9   |  | Tunisie                    |     | -   | -   | 1-0 | 2-0 | 4-0 |
| 2    | Namibie              | 12  | 6 | 3 | 3 | 0 | 8  | 2  | +6   |  | Namibie                    | 0-0 |     | 1-1 | 1-1 | -   | -   |
| 3    | Liberia              | 10  | 6 | 3 | 1 | 2 | 7  | 4  | +3   |  | Liberia                    | 0-1 | -   |     | 3-0 | 0-1 | 2-1 |
| 4    | Guinée équatoriale   | 7   | 6 | 2 | 1 | 3 | 4  | 8  | -4   |  | Guinée équatoriale         | -   | 0-3 | -   |     | 1-0 | 2-0 |
| 5    | Malawi               | 6   | 6 | 2 | 0 | 4 | 4  | 6  | -2   |  | Malawi                     | 0-1 | 0-1 | -   | -   |     | 3-1 |
| 6    | Sao Tomé-et-Principe | 0   | 6 | 0 | 0 | 6 | 2  | 14 | -12  |  | Sao Tomé-et-Principe       | -   | 0-2 | 0-1 | -   | -   |     |

#### Groupe I
| Rang | Équipe       | Pts | J | G | N | P | Bp | Bc | Diff |  | Résultats (▼ dom., ► ext.) |     |     |     |     |     |     |
| ---- | ------------ | --- | - | - | - | - | -- | -- | ---- |  | -------------------------- | --- | --- | --- | --- | --- | --- |
| 1    | Ghana        | 15  | 6 | 5 | 0 | 1 | 15 | 5  | +10  |  | Ghana                      |     | -   | 1-0 | -   | 4-3 | 5-0 |
| 2    | Comores      | 12  | 6 | 4 | 0 | 2 | 9  | 7  | +2   |  | Comores                    | 1-0 |     | -   | 0-3 | 4-2 | 1-0 |
| 3    | Madagascar   | 10  | 6 | 3 | 1 | 2 | 9  | 6  | +3   |  | Madagascar                 | 0-3 | 2-1 |     | 0-0 | -   | -   |
| 4    | Mali         | 9   | 6 | 2 | 3 | 1 | 8  | 4  | +4   |  | Mali                       | 1-2 | -   | -   |     | 1-1 | 3-1 |
| 5    | Centrafrique | 5   | 6 | 1 | 2 | 3 | 8  | 13 | -5   |  | Centrafrique               | -   | -   | 1-4 | 0-0 |     | 1-0 |
| 6    | Tchad        | 0   | 6 | 0 | 0 | 6 | 1  | 15 | -14  |  | Tchad                      | -   | 0-2 | 0-3 | -   | -   |     |

#### Classement des meilleurs deuxièmes de groupe
| Rang | Équipe               | Pts | J | G | N | P | Bp | Bc | Diff |
| ---- | -------------------- | --- | - | - | - | - | -- | -- | ---- |
| 1    | Gabon (gr. F)        | 15  | 6 | 5 | 0 | 1 | 12 | 6  | +6   |
| 2    | Cameroun (gr. D)     | 12  | 6 | 3 | 3 | 0 | 12 | 4  | +8   |
| 3    | Sénégal (gr. B)      | 12  | 6 | 3 | 3 | 0 | 8  | 1  | +7   |
| 4    | Namibie (gr. H)      | 12  | 6 | 3 | 3 | 0 | 8  | 2  | +6   |
| 5    | Comores (gr. I)      | 12  | 6 | 4 | 0 | 2 | 9  | 7  | +2   |
| 6    | Mozambique (gr. G)   | 12  | 6 | 4 | 0 | 2 | 10 | 11 | -1   |
| 7    | Burkina Faso (gr. A) | 11  | 6 | 3 | 2 | 1 | 13 | 7  | +6   |
| 8    | Rwanda (gr. C)       | 8   | 6 | 2 | 2 | 2 | 4  | 4  | 0    |
| 9    | Niger (gr. E)        | 6   | 4 | 2 | 0 | 2 | 6  | 4  | +2   |

- Note : classement virtuel en cours de compétition, établi afin de projection en fonction des équipes occupant la seconde place de leur groupe à l'issue de la journée indiquée. Les deuxièmes de groupe ne seront en effet tous réellement connus qu'à l'issue de la dernière journée et peuvent tout à fait être différents de ceux figurant dans ce tableau en ce moment.

### Deuxième tour (barrages)
Les quatre équipes s'affrontent en matchs simples à élimination directe. Le vainqueur final se qualifie pour les barrages intercontinentaux.
|  | Demi-finale                                            | Demi-finale                                            | Demi-finale                                            | Demi-finale                                            |   |  | Finale                                                 | Finale                                                 | Finale                                                 | Finale                                                 |
|  |                                                        |                                                        |                                                        |                                                        |   |  |                                                        |                                                        |                                                        |                                                        |
|  | novembre 2025 - Stade à déterminer, Ville à déterminer | novembre 2025 - Stade à déterminer, Ville à déterminer | novembre 2025 - Stade à déterminer, Ville à déterminer | novembre 2025 - Stade à déterminer, Ville à déterminer |   |  | novembre 2025 - Stade à déterminer, Ville à déterminer | novembre 2025 - Stade à déterminer, Ville à déterminer | novembre 2025 - Stade à déterminer, Ville à déterminer | novembre 2025 - Stade à déterminer, Ville à déterminer |
|  |                                                        |                                                        | -                                                      |                                                        |   |  | novembre 2025 - Stade à déterminer, Ville à déterminer | novembre 2025 - Stade à déterminer, Ville à déterminer | novembre 2025 - Stade à déterminer, Ville à déterminer | novembre 2025 - Stade à déterminer, Ville à déterminer |
|  |                                                        |                                                        |                                                        |                                                        |   |  | novembre 2025 - Stade à déterminer, Ville à déterminer | novembre 2025 - Stade à déterminer, Ville à déterminer | novembre 2025 - Stade à déterminer, Ville à déterminer | novembre 2025 - Stade à déterminer, Ville à déterminer |
|  |                                                        |                                                        | -                                                      |                                                        |   |  | novembre 2025 - Stade à déterminer, Ville à déterminer | novembre 2025 - Stade à déterminer, Ville à déterminer | novembre 2025 - Stade à déterminer, Ville à déterminer | novembre 2025 - Stade à déterminer, Ville à déterminer |
|  |                                                        |                                                        | -                                                      |                                                        |   |  |                                                        |                                                        |                                                        |                                                        |
|  | novembre 2025 - Stade à déterminer, Ville à déterminer |                                                        |                                                        |                                                        |   |  |                                                        |                                                        |                                                        |                                                        |
|  |                                                        |                                                        |                                                        |                                                        | - |  |                                                        |                                                        |                                                        |                                                        |
|  |                                                        |                                                        | -                                                      |                                                        |   |  |                                                        |                                                        |                                                        |                                                        |
|  |                                                        |                                                        |                                                        |                                                        |   |  |                                                        |                                                        |                                                        |                                                        |
|  |                                                        |                                                        | -                                                      |                                                        |   |  |                                                        |                                                        |                                                        |                                                        |
|  |                                                        |                                                        |                                                        |                                                        |   |  |                                                        |                                                        |                                                        |                                                        |

## Couverture médiatique
Cette compétition, dont les droits ont été obtenus par MMS et PC Plus Group Holding sur un ensemble de 42 territoires en Afrique subsaharienne, est à suivre en direct et en exclusivité sur les chaînes nationales suivantes :
| Pays                             | Chaîne                       |
| -------------------------------- | ---------------------------- |
| Afrique du Sud                   | SABC 1                       |
| Algérie                          | TV1 (Matchs de l'Algérie)    |
| Angola                           | TPA / Girassol TV            |
| Bénin                            | MTV+                         |
| Botswana                         | BTV                          |
| Burundi                          | RTNB                         |
| Burkina Faso                     | RTB                          |
| Cameroun                         | CRTV                         |
| Cap-Vert                         | TCV                          |
| République centrafricaine        | TVCA                         |
| République du Congo              | Télé Congo                   |
| République démocratique du Congo | RTNC 1                       |
| Côte d'Ivoire                    | NCI                          |
| Érythrée                         | RETRAIT DE LA COMPÉTITION    |
| Eswatini                         | SABC Sports (sur SABC+)      |
| Éthiopie                         | EBC                          |
| Gabon                            | Gabon Première               |
| Gambie                           | GRTS                         |
| Ghana                            | GTV                          |
| Guinée-Bissau                    | TGB                          |
| Guinée équatoriale               | TVGE                         |
| Guinée                           | RTG 1                        |
| Kenya                            | KBC TV                       |
| Lesotho                          | SABC Sports (sur DTT & OVHD) |
| Liberia                          | LNTV                         |
| Libye                            | Libya TV                     |
| Madagascar                       | TVM                          |
| Malawi                           | MBC TV 1                     |
| Mali                             | ORTM 1                       |
| Maroc                            | Arryadia                     |
| Maurice                          | MBC 1                        |
| Mauritanie                       | MTV1                         |
| Mozambique                       | TVM                          |
| Namibie                          | NBC                          |
| Niger                            | Télé Sahel                   |
| Nigeria                          | NTA / NTA Sports             |
| Rwanda                           | TV Rwanda                    |
| Sao Tomé-et-Principe             | TVS                          |
| Sénégal                          | RTS 1                        |
| Seychelles                       | SBC                          |
| Sierra Leone                     | SLBC                         |
| Tanzanie                         | UTV                          |
| Tchad                            | Télé Tchad                   |
| Tunisie                          | TTV                          |
| Ouganda                          | UBC                          |
| Zambie                           | ZNBC TV 1                    |
| Zimbabwe                         | ZBC TV                       |